# Dariusz Wosz
Dariusz Wosz (Piekary Śląskie, Lengyelország, 1969. június 8. –) válogatott német labdarúgó, középpályás.

## Pályafutása

### Klubcsapatban
Dariusz Wosz családja Szilézia lengyelországi részéből települt át az NDK-ba, Halléba. 1980-ban itt kezdte a labdarúgást a BSG Motor Halle csapatában. Majd BSG Empor Halle és a Chemie Halle korosztályos csapataiban játszott. 1986-ban mutatkozott be a Chemie Halle első csapatában, ahol 1991-ig játszott. 1991–92-ben a Hallescher FC labdarúgója volt. 1992 és 1998 között hat idényen át a VfL Bochum játékosa volt. 1998 és 2001 között a Hertha BSC, 2001 és 2007 között ismét a VfL Bochum együttesében játszott. 2007 és 2009 között az SC Union Bergen csapatában szerepelt és itt vonult vissza az aktív labdarúgástól.

### A válogatottban
1989 és 1990 között hét alkalommal szerepelt a keletnémet válogatottban. Németország újraegyesítése után 1997-ben a német válogatottban is bemutatkozott. Tagja volt a 2000-es Európa-bajnokságon részt vevő csapatnak. 2000-ig összesen 17 mérkőzésen szerepelt és egy gólt szerzett.

### Edzőként
2007 óta a VfL Bochum alkalmazza edzőként különböző szerepkörökben. 2007 és 2013 között az U19-es csapat edzője volt. 2009-től segédedző az első csapatnál, 2013 óta a második csapat vezetőedzőjeként tevékenykedik.

## Sikerei, díjai
VfL Bochum
- Német bajnokság – másodosztály (2. Bundesliga)
  - bajnok: 1993–94, 2005–06

 Hertha BSC
- Német bajnokság (Bundesliga)
  - 3.: 1998–99